# Phalaenopsis × veitchiana
Phalaenopsis × veitchiana är en orkidéart som beskrevs av Heinrich Gustav Reichenbach. Phalaenopsis × veitchiana ingår i släktet Phalaenopsis och familjen orkidéer. Inga underarter finns listade i Catalogue of Life.